# Bernie Hamilton
Pour les articles homonymes, voir Hamilton.
Bernie Hamilton est un acteur américain, né le 12 juin 1928 à Los Angeles, Californie (États-Unis) et mort le 30 décembre 2008 à Los Angeles.

## Biographie
Bernie Hamilton fait ses débuts au cinéma dans le film de Alfred E. Green, The Jackie Robinson Story, biopic consacré au joueur de baseball Jackie Robinson. Il accède à la notoriété à partir de 1964 grâce au rôle de Frank Richards dans le film One Potato, Two Potato, dont le sujet délicat pour l'époque est un mariage interracial. Il reste cependant connu pour le rôle du Capitaine Dobey, dans la série Starsky et Hutch. Il est le frère cadet du batteur de jazz Chico Hamilton.
Il a été producteur de funk pour J.P Rodgers Jr et Arthur Adams.

### Mort
Il décède des suites d'un infarctus au Centre médical Cedars-Sinai de Los Angeles, le 30 décembre 2008 à l'âge de 80 ans.
Bernie Hamilton repose au Riverside National Cemetery (en) de Riverside en Californie.

## Filmographie

### Cinéma
- 1950 : The Jackie Robinson Story : Ernie, le joueur des panthères
- 1951 : La Nouvelle Aurore (Bright Victory) de Mark Robson : Un soldat
- 1951 : Mysterious Island : Neb
- 1951 : The Harlem Globetrotters (en) : Higgins
- 1954 : Les Aventuriers de la jungle (en) (Jungle Man-Eaters) : Zuwaba
- 1954 : Carmen Jones : Un reporter
- 1955 : L'Étranger au paradis (Kismet) : Pearl Merchant
- 1956 : Intrigue au Congo (Congo Crossing) : Pompala
- 1956 : The Girl He Left Behind de David Miller : Caporal-chef West
- 1959 : La Fin d'un voyou (Cry Tough) : Un policier
- 1960 : La Jeune Fille (The Young One) : Traver
- 1960 : L'Étrange Destin de Nicky Romano (Let No Man Write My Epitaph) : Goodbye George
- 1961 : Les Bas-fonds new-yorkais (Underworld U.S.A.) : Un enquêteur
- 1961 : Le Diable à 4 heures (The Devil at 4 O'Clock) : Charlie
- 1962 : Lutte sans merci (13 West Street) : Un homme noir
- 1963 : Capitaine Sinbad : Quinius
- 1964 : Le Procès de Julie Richards (One Potato, Two Potato) : Frank Richards
- 1965 : Synanon (en) : Pete
- 1968 : Le Plongeon (The Swimmer) : Le chauffeur d'Halloran
- 1969 : L'Homme perdu (The Lost Man) : Reggie Page
- 1970 : Walk the Walk (en) : ?
- 1970 : Les Machines du diable (Nam's Angels) : Capitaine Jackson
- 1971 : L'Organisation (The Organization) : Lieutenant Jessop
- 1972 : Hammer (en) : Davis
- 1973 : Scream Blacula Scream : Ragman
- 1975 : Bucktown : Harley

### Télévision
- 1960 : Alfred Hitchcock présente (Alfred Hitchcock presents) (série télévisée) : Dawson
- 1961 : La Quatrième Dimension (The Twilight Zone) (série télévisée) : Coley
- 1966 et 1969 : Le Virginien (The Virginian) (série télévisée) : Caporal Harvey
- 1967 : L'Homme en fuite (Stranger on the Run) (téléfilm) : Dickory
- 1967 : Me and Benjy (téléfilm) : Joe
- 1967-1968 : Tarzan (série télévisée) : Chaka
- 1967 : L'Homme de fer (Ironside) (série télévisée) : Lieutenant Adams
- 1967 : Sullivan's Empire (téléfilm) : Amando
- 1969-1970 : Les Règles du jeu (The Name of the Game) (série télévisée) : Jason
- 1969 : Le Virginien : saison 7 épisode 22 (Incident at Diablo Crossing) : Caporal Harvey
- 1970 : Me and Benjie (téléfilm)
- 1970 : A Clear and Present Danger (téléfilm) : House
- 1973 : Police Story (série télévisée) : Bo Tate
- 1973 : All in The Family (série télévisée) : Walter
- 1973 : Sanford and Son (série télévisée) : Officier Jones
- 1975 : L'Homme qui valait trois milliards (The Six Million Dollar Man) (série télévisée) : Lieutenant Dobbs
- 1975 : That's My Mama (en) (série télévisée) : Jake
- 1975-1979 : Starsky et Hutch (Starsky and Hutch) (série télévisée) : Capitaine Harold Dobey
- 1980 : Battlestar Galactica (série télévisée) : Chef de la police
- 1985 : La croisière s'amuse (The Love Boat) (série télévisée) : Martin Waller